# Tart-l'Abbaye
Tart-l'Abbaye är en kommun i departementet Côte-d'Or i regionen Bourgogne-Franche-Comté i östra Frankrike. Kommunen ligger i kantonen Genlis som tillhör arrondissementet Dijon. År 2018 hade Tart-l'Abbaye 208 invånare.

## Befolkningsutveckling
Antalet invånare i kommunen Tart-l'Abbaye
Referens:INSEE